# Klára Pataki
Klára Pataki, také uváděna Patakiová, (* 14. května 1930 Šahy) je slovenská sochařka.
Studovala do roku 1949 na pedagogické fakultě Univerzity Komenského u Jozefa Kostky, v letech 1949–1954 na Vysoké škole výtvarných umění v Bratislavě na monumentálním sochařství u Frani Štefunka.

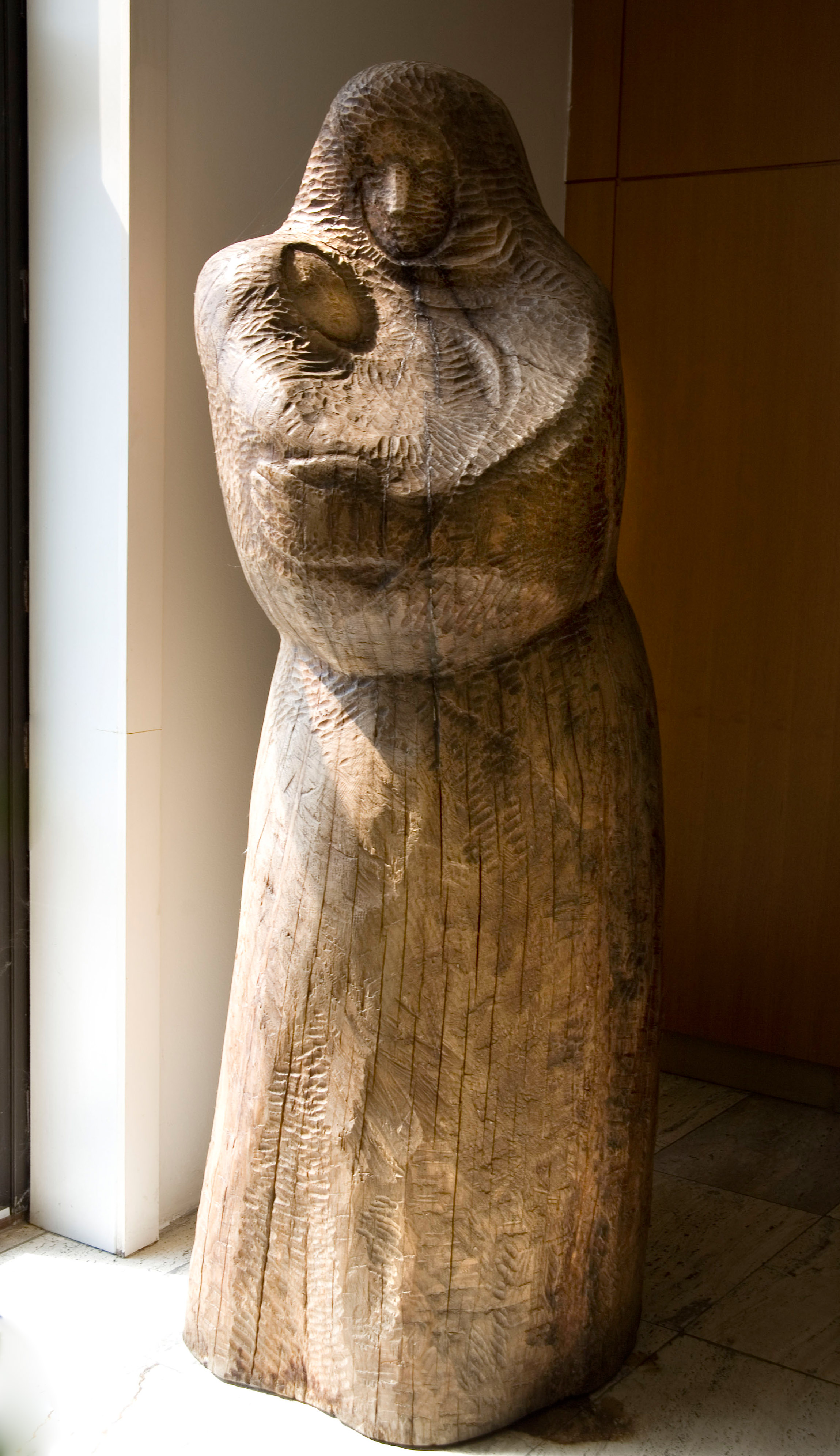
Matka

Ve svém sochařském projevu se vyvíjela od přísného figurálního pojetí směrem k větší uvolněnosti. Zobrazovala ženu v různých podobách a také historická témata (zejména ze slovenské historie).